# RioCard
O RioCard (atualmente conhecido como Riocard Mais) é um sistema de bilhetagem eletrônica utilizado na maioria das cidades do Estado do Rio de Janeiro. Utilizando um smartcard com a tecnologia NFC como porta-moedas eletrônico, permite o pagamento da tarifa independentemente do valor. É produzido e gerenciado pela Fetranspor e seus associados, sendo distribuído pela internet, em postos de atendimento e através de máquinas de auto-atendimento. A implementação do RioCard fortaleceu a conexão entre Brasil e o Open Standard for Public Transportation Alliance. A informação inicial que afirmava que o uso do sistema Riocard seria encerrado até 1º de fevereiro de 2024, sendo substituído pelo sistema Jaé, não está de acordo com uma notícia publicada em 31 de outubro de 2023 pelo site Diário do Transporte.

## Novos cartões RioCard
Em 13 de maio de 2019, foi anunciado pelo RioCard a mudança de todos os cartões em circulação no Estado do Rio de Janeiro. A mudança extinguiu as 25 faces diferentes de cartões que eram utilizados em todo o estado e os unificou em apenas 3 cartões: RioCard Mais Expresso, RioCard Mais Vale-Transporte e RioCard Mais Empresarial. Apenas os cartões de gratuidade como o Universitário, Escolar e Sênior foram mantidos com o antigo design.
Sem explicar ao certo o real motivo das mudanças de todos os cartões dos usuários, a troca foi feita de forma gradual e gratuita a todos os usuários do sistema RioCard. Foram também lançados diversos outros recursos como um aplicativo para consultar o saldo e o histórico de uso do cartão, um novo site mais intuitivo, um clube de vantagens além da troca da logomarca do RioCard para RioCard Mais.
O design dos cartões deixou de ser na horizontal e com diversas informações para ser na vertical com um estilo mais sóbrio, deixando assim todos os cartões do estado padronizados e seguindo um mesmo design.

### RioCard Mais Expresso
Criado para atender os usuários comuns do sistema RioCard que não possuem vínculo a uma empresa, o Expresso pode ser adquirido em qualquer máquina de autoatendimento, pelo site ou em um dos postos de atendimento. Para adquirir o cartão, há um custo de R$ 3,00 referente a fabricação do cartão + R$ 4,05 de recarga mínima aceita e pode ser recarregado em uma das máquinas de autoatendimento, através do site ou do aplicativo, nas bilheterias do BRT, em um dos pontos credenciados ou através de um posto de atendimento. O cartão pode ser utilizado em qualquer modal presente no Estado do Rio de Janeiro (ônibus, metrô, VLT, BRT, barcas, trens e van). Por se tratar de um cartão pré-pago e que não possui nenhum vínculo ao CPF do usuário (caso o usuário compre um avulso), em caso de perda ou roubo do cartão, os créditos não poderão ser transferidos ou recuperados, apenas se caso o cartão original for recuperado pelo usuário.
O RioCard Mais Expresso substituiu todos os antigos cartões, como o Bilhete Único Carioca, Bilhete Único Intermunicipal, Bilhete Único Niterói, RioCard Expresso, Bilhete Único Olimpíadas Rio 2016, Bilhete Único Rock in Rio e edições comemorativas do RioCard. Apenas os cartões de crédito pré-pagos RioCard Duo foram mantidos.

### RioCard Mais Vale-Transporte
Criado para atender os usuários que possuem vínculo a uma empresa, o seu uso se restringe aos usuários que recebem o auxílio vale-transporte de uma empresa. Ele não pode ser solicitado ou adquirido por usuário comum, apenas por uma empresa que o atrela ao CPF do trabalhador. Ele pode ser habilitado tanto para o BU Carioca, quanto para o misto entre Bilhete Único Carioca e Bilhete Único Intermunicipal, porém isso dependerá de como a empresa fez a solicitação. Assim como o Expresso, o Vale-Transporte pode ser utilizado em qualquer modal presente no Estado do Rio de Janeiro (ônibus, metrô, VLT, BRT, barcas, trens e van). Apesar da sua recarga ser feita apenas pela empresa, o Vale-Transporte também aceita recargas feitas com o próprio dinheiro do usuário através das máquinas de autoatendimento, do site ou do aplicativo, bilheterias do BRT, em um dos pontos credenciados ou através de um posto de atendimento. Diferente do Expresso, por estar atrelado ao CPF do usuário, em caso de perda ou roubo, pode ser solicitado um novo cartão pela empresa e a transferência dos créditos para o novo cartão junto com o cancelamento imediato do antigo cartão.
O RioCard Mais Vale-Transporte substituiu todos os antigos cartões vale-transporte, como o RioCard Vale-Transporte, RioCard Vale-Transporte Rápido, Bilhete Único Carioca Vale-Transporte e Bilhete Único Intermunicipal Vale-Transporte. Apenas o Vale-Transporte Rápido continuará ativo, porém sem novas emissões do cartão.

### RioCard Mais Empresarial
Foi criado para atender principalmente funcionários de empresas que precisam constantemente se deslocar pela cidade usando o transporte público (como funcionários externos, equipes comerciais e mensageiros).